# Hindebach
Hindebach ist eine Wüstung bei Tübingen.

## Lage
Der Weiler Hindebach lag im Himbachtal (früher Hindebachtal) auf halber Strecke zwischen Tübingen und Unterjesingen.

## Kloster
Die Benediktinerabtei Blaubeuren errichtete im 12. Jahrhundert zur Verwaltung ihres umfangreichen Grundbesitzes im Raum Tübingen eine Benediktinerpropstei in Hindebach. 1263 wurde dort ein Propst urkundlich erwähnt. Im 14. Jahrhundert übernahm der Kaplan von Schwärzloch die Verwaltung des Klosterbesitzes, bis diese Aufgabe 1412 auf den Tübinger Klosterhof Blaubeurens übertragen wurde.

## Urkundliche Erwähnungen
Am 5. Mai 1263 beauftragte Erzbischof Werner von Mainz in Anerkennung der von dem Bischof Eberhard von Konstanz bestätigten Schenkung des Neubruchzehntens im Schönbuch durch den Grafen Rudolf von Tübingen an die Kirche in Weil im Schönbuch den Propst von Hindebach und den Dekan von Hildrizhausen, diese Kirche in ihrem Rechte zu schützen.
Am 1. März 1283 genehmigte Bischof Rudolf von Konstanz einen Tausch von Zehnten zwischen den Pfarrern von Tübingen und Lustnau, bei dem Hindebach erwähnt wurde.
Am 13. April 1293 verkaufte Hugo von Hailfingen dem Kloster Bebenhausen wegen unerträglicher Schulden eine Wiese namens Halvinger Brühl zwischen Schwärzloch und Hindebach.
Am 13. Januar 1294 wurde der Hof Hindebach am Rande eines Gebietes erwähnt, das Pfalzgraf Eberhard von Tübingen der Scheerer dem Kloster Bebenhausen verkaufte.
Am 21. Juni 1434 verzichten die Grafen Ludwig I. und Ulrich V. auf Hundsmahl und Forstrechte von dem zum Kloster Blaubeuren gehörenden Hof Hindebach, wogegen ihnen das Kloster Getreide des Laichinger Vogtrechts überließ.